# Институт генетических ресурсов НАН Азербайджана
Институт генетических ресурсов (азерб. AMEA Genetik Ehtiyatlar İnstitutu) — научно-исследовательский институт, входящий в состав Национальной академии наук Азербайджана.

## Общие сведения
Институт генетических ресурсов был создан  30 января 2003 года решением Кабинета министров №12 на базе Института генетики и селекции Национальной академии наук Азербайджана.
Директор института - член-корреспондент НАНА Акперов Зейнал Иба оглы.

## Основные направления деятельности
Основными научными направлениями являются, инвентаризация, паспортизация, сбор, интродукция, восстановление, размножение, оценка по международным дескрипторам культурных растений и их диких сородичей, ценных, редких, исчезающих и вымирающих родов, видов, аборигенных сортов и форм, местных пород сельскохозяйственных животных; определение научных проблем связанных с охраной в условиях ex situ и in situ и организация работ по защите, а также проведение научных исследований по выявлению устойчивых, высокопродуктивных, качественных образцов и вовлечение их в селекционную работу.

## Генетический банк

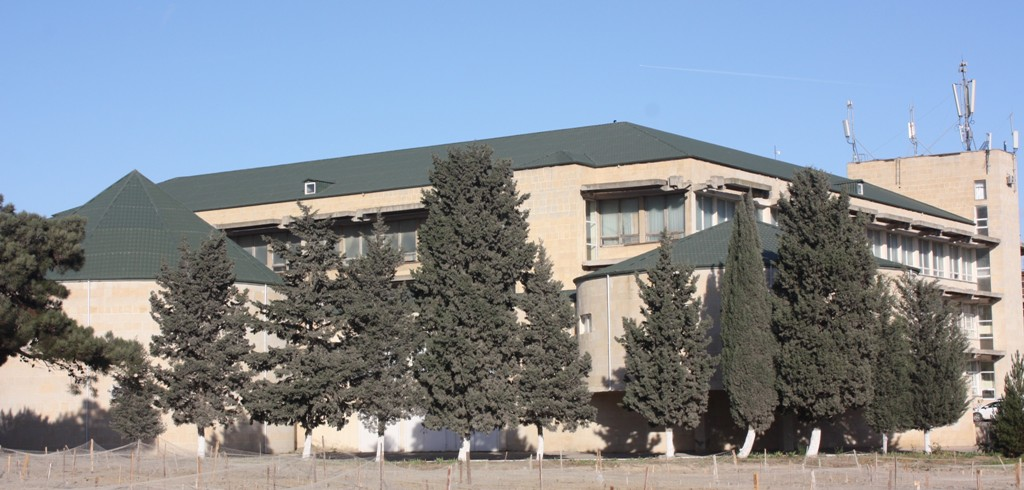
Институт генетических ресурсов

### Основные направления деятельности структурного подразделения
- Надёжное хранение семян, в условиях, обеспечивающих их генетическую целостность и поиск возможных путей активации естественных систем восстановления организма для предотвращения генетических последствий старения семян при длительном хранении в условиях Генетического банка 
- Создание методологии безопасного хранения и восстановления генетических ресурсов растений, в особенности стародавних сортов, редких и исчезающих видов, обеспечивающей их генетическую целостность и стабильность 
- Оценка генетического разнообразия коллекций различных видов растений с использованием молекулярно-генетических маркеров

### Научные результаты
В холодильной камере среднесрочного хранения собрано 7 000 образцов семян различных групп растений, относящихся к 61 семейству, 217 родам, 399 видам и 225 разновидностям. Разработана методология прогноза и потенциала долговечности семян различных видов, внутривидовых популяций и сортов растений. Применением физических и химических веществ достигнуто увеличение продолжительности хранения семян путем снижения степени риска генетических последствий, возникающих в результате старения семян различных видов растений, применением физических и химических веществ.